# Zelmar Michelini
Zelmar Raúl Michelini Guarch (Montevideo, 20 de mayo de 1924 - Buenos Aires, 20 de mayo de 1976) fue un político y periodista uruguayo, integrante del Frente Amplio, anteriormente del Partido Colorado y fundador de la Lista 99. Ejerció como diputado, senador y Ministro de Industrias y Comercio.
Fue víctima de la dictadura cívico-militar, siendo asesinado durante su exilio en Buenos Aires junto al político nacionalista Héctor Gutiérrez Ruiz y dos ex tupamaros, Rosario del Carmen Barredo y William Whitelaw Blanco.

## Biografía
Nació en Montevideo el 20 de mayo de 1924. Sus padres fueron Pedro Michelini y Aída Guarch; y sus hermanos Santiago, Aída y Pedro.
En el año 1948 ingresó a la Universidad de la República, como estudiante de Derecho. Allí, su condición de líder lo llevó a ser dirigente estudiantil, integrando la Federación de Jóvenes Batllistas. Además, fue secretario general del Centro de Estudiantes de Derecho y de la Federación de Estudiantes Universitarios.
Se casó con Elisa Delle Piane Iglesias, tuvo 10 hijos: Elisa, Margarita, Luis Pedro, Isabel, Zelmar, Cecilia, Rafael (posteriormente diputado y senador), Felipe (luego diputado y Subsecretario del Ministerio de Educación y Cultura), Graciela y Marcos.

## Carrera política
Fue militante del Partido Colorado, en la Lista 15 de Luis Batlle Berres. Dirigente del gremio de los empleados bancarios y entre 1947 y 1951 se desempeñó como secretario del Presidente Luis Batlle; fue conocido como uno de los jóvenes turcos de Batlle.
En 1954 fue elegido diputado por primera vez, y en 1958, a pesar del triunfo nacionalista, volvió a obtener un escaño en la Cámara de Representantes. Se desempeñó por entonces como redactor político del diario Acción. En 1962, ciertas discrepancias con Batlle Berres lo llevaron a apartarse de la Lista 15 y cofundar junto a Renán Rodríguez la Lista 99 - Movimiento por el Gobierno del Pueblo. Con ella obtuvo la reelección para un nuevo período como diputado, hasta 1967. A mediados de la década de 1960 fundó y dirigió durante dos años el semanario Hechos. A lo largo de su vida ejercerá el periodismo en diversos medios: El Diario, La Mañana, Marcha, Respuesta y La Opinión de Buenos Aires.
En 1966, su apoyo a la reforma constitucional que abolía el Consejo Nacional de Gobierno y restablecía la figura del Presidente de la República condujo a su ruptura con Rodríguez, que defendía el colegialismo. Michelini analizó por entonces la posibilidad de un acuerdo con Óscar Diego Gestido para acompañarlo en la fórmula presidencial que este encabezaría en las elecciones de aquel año, pero finalmente la negociación no fructificó y Michelini decidió postularse a la Presidencia, acompañado en la fórmula presidencial por Aquiles Lanza. No obtuvo una votación elevada, pero sí alcanzó por primera vez una banca en la Cámara de Senadores. En 1967, el presidente Gestido lo designó Ministro de Industria y Comercio (hoy Industria, Energía y Minería), pero Michelini acabaría renunciando pocos meses más tarde por discrepancias con el gobierno. Retornó al Senado, donde se constituyó en un duro crítico de la orientación autoritaria del nuevo presidente Jorge Pacheco Areco. En 1970, a la vez que dejó el Partido Colorado, ingresó ese mismo año, en el marco de una alianza llamada "Frente del Pueblo", se acerca al Partido Demócrata Cristiano. Desde allí y conjuntamente con otros partidos de izquierda (Partido Comunista, el Partido Socialista) y otros grupos izquierdistas independientes, participa en la fundación del Frente Amplio, a comienzos de 1971.
En las elecciones de ese año se postula al Senado, esta vez por la lista 9988 del Frente Amplio, que también integraban Alba Roballo, Enrique Martínez Moreno y Enrique Rodríguez Fabregat. Continuó oponiéndose a la política del ahora presidente, Juan María Bordaberry. Durante 1972 sufre atentados contra su casa y su auto.

## Golpe de Estado
En junio de 1973, el Senado de la República se encontraba tratando el pedido de la Justicia Militar de desafuero del senador del Frente Amplio Enrique Erro, por sus presuntas vinculaciones con el movimiento MLN - Tupamaros. El 26 de junio de 1973 viaja a Buenos Aires para evitar el regreso del senador Erro y al día siguiente se produce el Golpe de Estado. 
Michelini se exilia en Buenos Aires, desde donde llevó a cabo una gran batalla denunciando, entre otras cosas, las violaciones a los derechos humanos de la dictadura cívico-militar, no sólo en Argentina sino también en todos los foros internacionales que estuvieron a su alcance. 
Una de sus hijas, Elisa, encarcelada acusada de ser tupamara, fue torturada como método de presión para que Michelini detuviera su accionar, cosa que nunca hizo. Otra de sus hijas, Margarita, era presunta integrante de la Organización Popular Revolucionaria 33 Orientales, de extracción anarquista.

## Asesinato y consecuencias
El 18 de mayo de 1976 fue secuestrado en Buenos Aires, hallándose su cuerpo sin vida, asesinado, el 21 de mayo, junto con el del exdiputado del Partido Nacional Héctor Gutiérrez Ruiz, que también había sido secuestrado, y dos de los ex tupamaros Rosario del Carmen Barredo y William Whitelaw Blanco.
Con el regreso a la democracia en Uruguay, en 1985, el Parlamento rindió homenaje a ambos legisladores asesinados en Buenos Aires y aprobó la creación de una Comisión investigadora sobre sus asesinatos. 
En abril de 1986, la Comisión recibió el testimonio de una enfermera que declaró que a fines de mayo de 1976 habría atendido al capitán de ejército Pedro Matto emocionalmente conmocionado por el remordimiento -que decía- le provocaba ser el autor del disparo que habría causado la muerte de Zelmar Michelini. Días más tarde, el diario El País en la sección El duende de la trastienda a cargo del periodista Daniel Herrera Lussich, publicó las declaraciones de la enfermera que tenían el carácter de secretas. Esta filtración dañó la confianza y credibilidad de la Comisión. Hasta el día de hoy se desconoce al autor de la filtración y existen diversas interpretaciones tanto sobre su identidad como sobre el objetivo de la filtración. 
El 16 de noviembre de 2006 el juez uruguayo Roberto Timbal sometió a proceso y a prisión preventiva al ex dictador Juan María Bordaberry y al canciller de la dictadura militar uruguaya, Juan Carlos Blanco, imputándoles la autoría intelectual de dichos crímenes.
En marzo de 2010 la fiscal Mirtha Guianze solicitó una condena de 30 años de prisión para Bordaberry y para Blanco por los asesinatos de Michelini, Gutiérrez Ruiz, Barredo y Whitelaw.